# 4095 Ishizuchisan
4095 Ishizuchisan è un asteroide della fascia principale. Scoperto nel 1987, presenta un'orbita caratterizzata da un semiasse maggiore pari a 2,1200910 UA e da un'eccentricità di 0,1181807, inclinata di 2,51450° rispetto all'eclittica.